# Processo 7 aprile

Alcuni imputati del processo 7 aprile: alla destra si riconosce Toni Negri.

Il Processo 7 aprile fu una serie di processi penali contro membri e presunti simpatizzanti di Autonomia Operaia tra il 1979 e il 1988, in riferimento a fatti degli anni di piombo, in seguito all'inasprimento della lotta al terrorismo seguita al rapimento e all'omicidio di Aldo Moro da parte delle Brigate Rosse (1978), e in seguito alle aggressioni subite da alcuni docenti dell'Università di Padova. L'accusa mossa dalla Procura della Repubblica di Padova era che l'Autonomia fosse il volto legale di una più complessa organizzazione occulta, parte integrante del terrorismo rosso e collegata alle BR.
Il giudice Pietro Calogero, titolare dell'inchiesta, diventò famoso per un teorema attribuitogli, che collegava le responsabilità di alcuni docenti universitari predicanti l'eversione (chiamati «professorini») con le azioni terroristiche. Il magistrato padovano indicava nei suoi ordini di cattura reati come la «formazione e partecipazione di banda armata» e «l'insurrezione armata contro i poteri dello Stato», oltre ad attentati, omicidi, ferimenti e sequestri, sostenendo che dalle pubblicazioni di Autonomia Operaia e da altri documenti, oltre che da testimonianze, erano affiorati «sufficienti indizi di colpevolezza».
Oltre ai principali esponenti di Autonomia, ci furono centinaia di inquisiti e arrestati e, negli anni successivi, 60.000 attivisti indagati e 25.000 arrestati. Venne però respinta l'unione col processo Moro chiesta da Calogero, e il 7 aprile fu diviso in due tronconi (padovano e romano). Il Partito Comunista Italiano, con poche eccezioni di «dissidenti», si schierò subito contro gli autonomi, percepiti tutti come violenti, oltre che pericolosi rivali nel consenso alla propria sinistra. Con la successiva inchiesta per l'omicidio Calabresi contro esponenti di Lotta Continua (indagine aperta nel 1988 e processi celebrati dal 1989 al 1997), il processo 7 aprile costituisce uno degli strascichi giudiziari più controversi degli anni di piombo.

## Storia

### Antefatto
In seguito all'omicidio di Aldo Moro (1978) vennero varate numerose leggi speciali. Il 21 marzo 1979 fu varato l'uso politico del reato di associazione per delinquere, di norma riservato alle inchieste di mafia o alle bande criminali. Nel mirino del pubblico ministero Pietro Calogero finirono molti militanti o sospetti membri dell'Autonomia Operaia, un variegato movimento della sinistra extraparlamentare attivo principalmente fra il 1973 e il 1979.
Calogero decise 21 mandati di cattura per i principali esponenti di Potere Operaio (principale segmento della galassia dell'Autonomia, ufficialmente sciolto), tra i quali molti docenti e assistenti della locale università, specie di facoltà come scienze politiche e filosofia, ma anche di fisica e di ingegneria, tutti noti per avere sostenuto in qualche modo idee marxiste e operaiste, o per avere sostenuto tesi antilegalitarie, contro la Costituzione e la magistratura: tra loro c'erano giornalisti del giornale Autonomia, di Radio Sherwood, attivisti contro l'energia nucleare, ambientalisti e sociologi autori di studi scientifici sulle trasformazioni sociali e politiche dell'Italia e dell'Europa, teorici di una dimensione di «insegnamento partecipato» e anti-accademici, tutti accomunati da Calogero ad Autonomia o al mondo dei presunti simpatizzanti e fiancheggiatori delle Brigate Rosse e di Prima Linea.

### Gli arresti del 7 aprile 1979

Pietro Calogero, il magistrato responsabile dell'inchiesta del processo 7 aprile e firmatario degli ordini di cattura.

Le indagini iniziarono dopo che all'Università di Padova si erano verificate continue aggressioni contro alcuni docenti, e dopo i continui incitamenti all'eversione da parte di altri professori (i cosiddetti «cattivi maestri»). Nel capoluogo veneto era presente una radio diretta da Emilio Vesce, Radio Sherwood, che, come Radio Alice durante gli scontri del 1977 a Bologna, dava voce alla lotta armata, se non al partito armato. Oddone Longo (preside della facoltà di Lettere) era stato ferito brutalmente e una volta fu costretto a chiamare la polizia, a un altro professore era stata incendiata l'auto, mentre il garage di un terzo docente era stato oggetto di un attentato dinamitardo (ci furono altri episodi, come l'aggressione di un quarto docente e l'incendio dello studio del direttore della Casa dello studente). La magistratura colse lo stretto legame esistente tra una certa predicazione e una certa azione, ordinando gli arresti. Anche gli intellettuali che sostenevano che la rivista Tricontinental – in cui Giangiacomo Feltrinelli insegnava le tecniche di guerriglia – non pubblicava nulla di eversivo, ripudiarono la violenza e il terrorismo anche a causa dell'intransigenza del PCI.
Il 7 aprile 1979 centinaia di militanti che erano in relazione all'area dell'Autonomia furono inquisiti e/o arrestati, e alcune decine di migliaia in anni seguenti. Pietro Calogero in quell'occasione, nella sua veste di sostituto procuratore di Padova, autorizzò l'arresto dei maggiori leader di Autonomia Operaia, tra cui Toni Negri (a Milano, Roma e Padova), Emilio Vesce (a Padova), Oreste Scalzone a Roma e Padova, e Lanfranco Pace (Padova).
La motivazione degli arresti era aver «organizzato e diretto un'associazione denominata Brigate Rosse, costituita in banda armata con organizzazione paramilitare e dotazione di armi, munizioni ed esplosivi, al fine di promuovere l'insurrezione armata contro i poteri dello Stato». Altri arresti si ebbero nei restanti mesi del 1979, da giugno a dicembre, e nel 1980: in tutto, agli imputati verranno comminati quasi 300 anni di carcerazione preventiva.
Al momento dell'arresto, Toni Negri stava nel suo appartamento milanese a scrivere un articolo per Magazzino, rivista semiufficiale degli autonomi. Ad inizio anno era uscito, sullo stesso organo, un altro articolo di Negri in cui c'era scritto: «L'unica parola d'ordine che possiamo produrre per gli intellettuali è ancora: brucia, ragazzo, brucia». Una sua tesi sosteneva che la lotta armata «è il filo rosso dell'organizzazione dell'operaio multinazionale e del suo ciclo di lotte: dobbiamo dipanarlo [...] In tutti i Paesi a capitalismo sviluppato si dà ormai una casistica estremamente ampia di prime iniziative proletarie armate per l'appropriazione e per il salario garantito. La continuità dell'iniziativa operaia su questo piano è necessaria. Ma nel momento stesso in cui essa, come momento fondamentale, si attua, comprende in sé tutta una serie di momenti subordinati alla lotta di massa ma non meno essenziali della lotta armata del proletariato: lotta contro il terrorismo padronale, contro l'uso capitalistico della canaglia fascista, contro i ricatti e le repressioni individuali e di massa che i padroni operano, giustizia proletaria, tutto questo si concentra e si esalta dentro l'asse fondamentale di azione che è la lotta di massa armata.».
Franco Piperno, che sfuggì (come Pace) al mandato di cattura rifugiandosi subito in Francia, in un'intervista del 2002 disse che Calogero e Gian Carlo Caselli (corrispondente del primo a Torino, e collaboratore nelle indagini assieme ad Armando Spataro, altro giudice attivo contro l'Autonomia e la sinistra extraparlamentare, ad esempio nei processi ai PAC, l'omicidio Tobagi, il processo agli autonomi di Milano e quello per l'attentato all'Angelo Azzurro di Torino), decisero gli arresti dopo consultazione con i segretari delle FGCI delle loro città. Calogero era convinto che il terrorismo in Italia fosse «un'unica organizzazione» diretta da «un unico vertice», il quale «legava le BR ai gruppi armati di Autonomia [i cui "capi", per Calogero, erano quelli di PO]» con un'unica «strategia eversiva» che «ispirava all'attacco al cuore dello stato». Negri fu arrestato, insieme a Luciano Ferrari Bravo (oltre che suo assistente, docente di Storia delle Istituzioni Politiche all'Università patavina), Alisa Del Re, Guido Bianchini, Sandro Serafini, tutti dipendenti della Facoltà di scienze politiche dell'Universita di Padova e altri (Vesce, Scalzone, Lauso Zagato, Giuseppe Nicotri, Mario Dalmaviva, Carmela Di Rocco, Ivo Galimberti, Massimo Tramonte, Paolo Benvegnù, e Marzio Sturaro), con varie accuse, tra cui:
- Associazione sovversiva (costituzione e partecipazione).
- Complotto politico.
- Banda armata (costituzione e partecipazione).
- Insurrezione armata contro i poteri dello stato.
- Partecipazione nel sequestro e nell'omicidio Moro, perpetrato dalle BR[12].
- Il sequestro e l'omicidio dell'ingegner Carlo Saronio.
- L'omicidio di Alceste Campanile (militante di Lotta Continua, altro movimento della sinistra extraparlamentare).
- L'assassinio del giudice milanese Emilio Alessandrini, ad opera di PL.
- Il sequestro BR del sindacalista CISNAL Antonio Labate[13].
- Il sequestro BR dell'ingegner Michele Minguzzi alla Sit-Siemens di Milano.
- L'uccisione del brigadiere Andrea Lombardini nel corso della rapina di Argelato.
- Il tentato sequestro dell'industriale Duina.
- Un attentato incendiario alla Face Standard a Milano.
- Un furto in un'armeria di Vedano Olona.
- Altri omicidi e rapine.
- Detenzione di armi, attentati dinamitardi, possesso di esplosivi, falsificazione di documenti, furti, tentate rapine, tentato sequestro e favoreggiamento personale.

Dapprima il giudice Achille Gallucci imputò a Toni Negri la partecipazione al sequestro e all'uccisione di Aldo Moro, attribuendogli la telefonata che annunciava a breve la scadenza dell'esecuzione della sentenza a carico del presidente democristiano (con la quale fu poi confrontata la sua voce): successivamente l'accusa si dimostrò errata (la chiamata fu effettuata da Mario Moretti, capo brigatista che conduceva gli interrogatori). In seguito il leader autonomo fu accusato d'essere l'ideologo delle Brigate Rosse (dalle quali nel carcere di Palmi fu processato e condannato a morte per la sua posizione non favorevole al terrorismo brigatista) e «mandante morale» dell'omicidio di Aldo Moro. Il 20 gennaio 1980 la rivista Espresso venne posta in vendita con allegato un Flexi-disc intitolato Fate Voi La Perizia Fonica contenente le registrazioni di due drammatiche telefonate brigatiste durante il sequestro Moro e i campioni di voce di Toni Negri e Giuseppe Nicotri sospettati di essere i telefonisti registrati nel carcere di Rebibbia a Roma,. Durante il periodo di carcerazione preventiva, dopo le dichiarazioni di Patrizio Peci, quasi tutte le accuse a Negri, incluse quelle relative a 17 omicidi, caddero perché ritenute infondate. Gallucci dispose con un'ordinanza la scarcerazione di Negri per insufficienza di prove, anche se in seguito sarà di nuovo arrestato e rilasciato solo in seguito alla sua elezione in Parlamento.

Oreste Scalzone nel 1979.

Negri, principale imputato, fu processato per i reati di insurrezione armata contro i poteri dello Stato, formazione e partecipazione a banda armata, promozione di associazione sovversiva, violazione delle norme sulle armi, tentativo di procurata evasione, sequestro di persona, lesioni personali, violenza privata a pubblici ufficiali, devastazione e saccheggio, furto. Nel 1986 e nel 1994 gli vennero attribuite pene supplementari in seguito ad altre accuse per «responsabilità morale» in atti di violenza tra attivisti e forze dell'ordine negli anni sessanta e settanta. Negri fu riconosciuto colpevole, in particolare, di concorso morale nella fallita rapina di una banca ad Argelato, episodio in cui fu assassinato un carabiniere.
L'ipotesi del giudice Calogero (conosciuta come «teorema Calogero») era che dirigenti e militanti di Autonomia Operaia «fossero il cervello organizzativo di un progetto di insurrezione armata contro i poteri dello Stato».
Sembra che il magistrato, nel giustificare gli arresti del 7 aprile abbia affermato: «Visto che non si riesce a prendere il pesce, bisogna prosciugare il mare...», con un chiaro riferimento alla famosa frase di Mao Zedong, secondo la quale i combattenti comunisti devono muoversi come i pesci nelle risaie.
Calogero ebbe sentore del coinvolgimento della scuola Hyperion nell'attività delle BR, ma una fuga di notizie rese non proficua l'indagine.
La magistratura padovana cercò di trovare elementi più precisi di connessione tra Negri e le BR, e ritenne di averli individuati. Negri e altri imputati sostennero che - in base alla libertà di opinione – la loro istigazione all'odio, alla violenza non era perseguibile: Toni Negri lamentò di essere vittima di una «caccia alle streghe» e successivamente, quando gli venivano ricordati i contenuti dei suoi insegnamenti, rispose che «tutta la stampa dell'estrema sinistra, da "il manifesto" a "Lotta continua", dai giornali di "Avanguardia operaia" a quelli del "Movimento studentesco", a quei tempi si esprimeva in questi termini. Ciò non significa assolutamente che la rivendicazione di un certo fondamentale leninismo del movimento fosse di per sé produttrice di effetti militari e, al limite, di omicidi», aggiungendo di non riuscire a capire come si potessero collegare i successivi atti terroristici con quelle dichiarazioni.
Alcuni arrestati furono rilasciati nel 1980 (Alisa Dal Re, Alessandro Serafini, Guido Bianchini, Massimo Tramonte). Nel 1981 fu liberato Oreste Scalzone (che era stato trasferito da Roma a Padova, poi a Rebibbia, nelle carceri speciali di Cuneo e Palmi, Termini Imerese, poi ancora Rebibbia e Regina Coeli) poiché soffriva di gravi problemi di salute («giunsi a pesare 39 chili, mi vennero un'ischemia e l'epatite», raccontò): vennero tutti nuovamente riarrestati nel gennaio 1981, tranne Scalzone che, temendo per la propria vita e incolumità, fuggì in Francia prima del nuovo mandato di arresto emesso lo stesso anno, con l'aiuto di un suo amico, l'attore Gian Maria Volonté, e dove beneficiò della dottrina Mitterrand.
L'impostazione di Calogero non fu condivisa dal giudice istruttore Giovanni Palombarini, che ridimensionò le accuse sottolineando le differenze tra l'organizzazione autonoma e quella brigatista.

### I processi

Toni Negri al suo primo ingresso a Montecitorio in qualità di membro del Parlamento.

Fallito il tentativo di unificare l'inchiesta 7 aprile con quella del caso Moro, il processo venne diviso in due tronconi: quello padovano (contro Oreste Scalzone, unito poi con quello milanese contro membri di Prima Linea come Sergio Segio e Maurice Bignami, e quindi denominato «processo Prima Linea–Co.Co.Ri.», legato al maxiprocesso milanese contro PL) e quello romano (contro Vesce e altri), anche per sottrarre il procedimento all'influenza e alle minacce delle BR. Negri, come Scalzone, fu imputato in entrambi i tronconi e detenuto nel carcere di Rebibbia. Il processo iniziò con molto ritardo, nel 1983, e seguì le procedure lente, contraddittorie e tortuose della giustizia italiana.
Il 12 giugno 1984 a Roma, in primo grado, Negri venne condannato a 30 anni, Scalzone a 20, Vesce a 14. Negri e Scalzone furono condannati per associazione sovversiva e banda armata, e prosciolti dall'accusa più grave di insurrezione armata. Altri imputati furono condannati per concorso nel sequestro e nell'uccisione di Carlo Saronio, un militante dell'organizzazione: era stato rapito, con la sua stessa complicità, per ottenere dalla famiglia un forte riscatto, ma morì per una dose eccessiva di narcotico. 
Nel frattempo, approfittando dell'immunità parlamentare dopo la sua elezione col Partito Radicale di Marco Pannella, Negri nel settembre 1983 fuggì in Francia, suscitando la disapprovazione dei radicali stessi (tra cui quella di Enzo Tortora).
In appello, l'8 giugno 1987, le pene mutarono sensibilmente: 12 anni a Negri, 9 a Scalzone, assolti Vesce insieme ad altri 17 imputati, tra cui Emilio Vesce, Alberto Magnaghi, Luciano Ferrari Bravo, Paolo Virno e Lucio Castellano.
Il 4 ottobre 1988 la Cassazione sostanzialmente confermò la sentenza d'appello: 11 anni e mezzo a Toni Negri e l'interdizione dall'insegnamento, 9 anni a Scalzone.
Per quanto riguarda il processo di Padova il 30 gennaio 1986 si concluse, dopo 21 giorni di camera di consiglio, con l'assoluzione di Negri e altri 46, 82 condanne e 11 proscioglimenti per amnistia o prescrizione. Furono condannati per banda armata, azioni di guerriglia, ferimenti e violenze, più di 150 autonomi. 
Nel 1987 la prima sezione penale della Cassazione, presieduta da Corrado Carnevale, annullò gli ergastoli a Sergio Segio e Maurice Bignami (che verranno in seguito condannati di nuovo, e poi si dissoceranno, ottenendo cospicui sconti di pena) e la condanna di Scalzone, quest'ultimo per la motivazione tecnica che la Francia non avrebbe concesso l'estradizione, invalidando il processo, secondo il parere della Corte e configurando l'annullamento senza rinvio. Il processo contro il leader di Pot.Op. per i reati pendenti venne bloccato, nonostante figuri come assolto, e la Cassazione lasciò aperta la possibilità di processo solo in caso di concessione di estradizione: nel 2007 Scalzone si giovò della prescrizione del reato, rientrando in Italia da uomo libero in seguito a una pronuncia del tribunale.
A Milano Toni Negri e altri militanti di strutture facenti capo alla rivista Rosso, tra cui l'ex brigatista Corrado Alunni e Marco Barbone, furono riconosciuti responsabili di banda armata, attentati dinamitardi, saccheggi e devastazioni. Il docente padovano è stato condannato a 10 anni di reclusione.
L'ultimo processo nato dagli arresti del 7 aprile fu quello a carico di Franco Piperno: rinviato a giudizio per banda armata e concorso nel sequestro e nell'omicidio di Aldo Moro e della sua scorta, il leader autonomo fu condannato a 10 anni per il primo reato. Rientrato in Italia dalla latitanza in Canada si costituì davanti ai giudici d'appello, che lo condannarono a 4 anni per associazione sovversiva e gli concessero la libertà provvisoria. Nel 1989 la Cassazione confermò il giudizio d'appello.

### Conclusione
Le condanne definitive dei principali imputati autonomi furono:
- 12 anni a Toni Negri (sommando, tra Padova e Roma) per i reati di partecipazione ad associazione sovversiva, partecipazione a banda armata e concorso morale in rapina; scontati tra il 1979 e il 1983, e in seguito, dopo la latitanza, dal 1997.
- 8 anni a Oreste Scalzone (Roma) per partecipazione ad associazione sovversiva (1988), condanna prescritta nel 2007; annullamento senza rinvio e reato prescritto (Padova).
- 4 anni a Lanfranco Pace (Roma) per partecipazione ad associazione sovversiva (1989)[29], condanna prescritta negli anni novanta.
- 4 anni a Franco Piperno (Roma) per partecipazione ad associazione sovversiva (1989)[29]; 2 anni (Padova) per partecipazione ad associazione sovversiva, pena poi prescritta, durante la seconda latitanza[30].

Quando la Cassazione chiuse l'iter giudiziario sul 7 aprile rimaneva poco del clima politico (e di criminalità politica) in cui erano scaturiti i primi arresti, e Marco Pannella dichiarò che quella di Negri era «la condanna di un vile che è scappato, ma che aveva il diritto di farlo perché aveva già scontato gran parte della pena che poi gli è stata data».
Tra i dodici maggiori leader dell'Autonomia, sette sono stati assolti, cinque (tra cui Piperno, Negri e Scalzone, divenuti latitanti a vario titolo e in vari momenti) sono stati condannati a pene minori rispetto alle accuse iniziali. Per i supremi giudici Negri e altri capi di Autonomia Operaia sono stati i promotori di una trama eversiva che ha operato senza interruzione dal 1971 al 1979.
Non è stata dimostrata alcuna contiguità dei leader autonomi con le Brigate Rosse e il sequestro Moro. Le BR risultarono politicamente indipendenti (l'unico collegamento fu per ex membri di Pot.Op. e Autonomia passati alle BR, come Morucci, i quali però non mantennero alcun legame operativo con il vecchio ambiente), e rispondenti al progetto ideologico di Renato Curcio, Alberto Franceschini, Enrico Fenzi e Giovanni Senzani, anziché alle teorizzazioni di Negri (che pure conosceva Curcio personalmente) o Scalzone.
Tutti i condannati subirono pene decisamente inferiori a quelle richieste dai pubblici ministeri dei vari processi, alcuni indagati furono assolti per insufficienza di prove o con formula piena (come Paolo Zappelloni e Giorgio Accascina, rispettivamente direttore e amministratore della rivista Metropoli).
Nessun autonomo ha ricevuto pene di 30 anni o l'ergastolo per omicidio o insurrezione armata. Tra gli assolti vi furono anche i coimputati di Pietro Greco (detto «Pedro»), che il 9 marzo 1985, mentre era latitante, era stato ucciso a Trieste da agenti della DIGOS e del SISDE.
Mentre Scalzone continuò a vivere a Parigi fino alla prescrizione dei reati, Negri rientrò in Italia nel 1997, costituendosi volontariamente, e scontò parte della pena residua in carcere, parte in semilibertà ed ai domiciliari, usufruendo di sconti di pena. Sia Negri che Scalzone hanno ripreso l'attività politica: il primo anche a livello internazionale come ideologo di nuove forme di comunismo e del movimento no-global, il secondo in Francia e Italia su posizioni anarco-comuniste.
I tribunali di Roma e Padova condannarono per i reati gravi solo i militanti di Prima Linea e alcuni dei Co.Co.Ri..
Tra le caratteristiche del 7 aprile vi fu, come accaduto a Pietro Valpreda per la strage di piazza Fontana, una sorta di gogna mediatica: i giornali del 1979 ebbero titoli come Scoperti ed arrestati gli assassini di Moro, che oscurarono il delitto Pecorelli di qualche settimana prima.
 Durante il procedimento poi furono esibiti, come prove, fotomontaggi, tentativi improvvisati di smontare gli alibi, perizie foniche fallimentari sulle telefonate dei sequestratori di Aldo Moro. Si accertò poi che non fu Negri a telefonare a casa Moro, ma bensì Mario Moretti.

## Critiche e reazioni

Anni settanta: scritta murale di Autonomia Operaia contro il giudice Calogero e Francesco Cossiga.

Il 7 aprile fu molto criticato da Amnesty International e dal Partito Radicale (che candidò al Parlamento prima Negri e poi Vesce). Altre critiche arrivarono dai socialisti e dalla «nuova sinistra», i quali non ammettevano si potesse criminalizzare l'Autonomia e definirono l'impianto accusatorio un «teorema», mentre i comunisti sostennero Calogero.

### Rapporto di Amnesty International
Il processo del 7 aprile attirò subito l'attenzione di Amnesty International che accusò le autorità italiane di aver commesso numerose irregolarità nel procedimento contro Negri e gli altri indagati, di aver manipolato la vicenda e di una carcerazione preventiva lunga (configuratasi come pena anticipata, in assenza di giudizio, sminuendo l'importanza del dibattimento e quindi della difesa):
(Amnesty International Report 1983, pp. 262-263.)
E ancora:
(Ibidem.)
Altre critiche riguardarono il decreto Moro (art. 225 bis c.p.p.) che «nei casi d'assoluta urgenza e al solo scopo di perseguire le indagini in ordine ai reati di cui all'art. 165ter» – cioè connessi ad attività mafiose e terroristiche, metodi poi estesi de facto anche a crimini comuni a discrezione del giudice – consente l'interrogatorio di polizia (dietro la dicitura «assunzione di sommarie informazioni») in assenza dell'avvocato difensore, in spregio alle convenzioni del diritto, il tentato uso di pentiti estranei all'Autonomia (come Marco Barbone della Brigata XXVIII marzo, assassino di Walter Tobagi, e Patrizio Peci delle BR) per costruire accuse infondate contro gli autonomi, e l'accanimento giudiziario contro l'avvocato Sergio Spazzali (membro del Soccorso Rosso Militante, struttura organizzativa extraparlamentare fondata da Dario Fo e Franca Rame, e già legale di alcuni brigatisti).

### Intellettuali e giuristi
Sebbene Calogero abbia negato un uso particolare o eccessivo del pentitismo (Carlo Fioroni iniziò a collaborare con i magistrati 8 mesi dopo la grande retata), questo aspetto è stato molto criticato:
(Giorgio Bocca.)

Emilio Vesce, nella foto ufficiale come deputato radicale.

Gilles Deleuze scrisse, prima dell'inizio del processo, una lettera aperta indirizzata ai giudici del 7 aprile e in difesa di Negri, pubblicata da la Repubblica il 10 maggio 1979, il cui testo definì scorrette le modalità di accusa e di svolgimento del processo, e Negri «un intellettuale rivoluzionario, come lo era anche Gramsci (a differenza di Andreotti e Berlinguer)». Accusò inoltre la stampa di permettere a giustizia e polizia di mascherare il vuoto dei loro dossier tramite il suo essersi abbandonata a una fantasiosa «accumulazione del falso» e concluse preoccupandosi che Negri potesse essere ucciso (Deleuze lo accostò a Giuseppe Pinelli, ferroviere anarchico morto precipitando da una finestra della Questura di Milano mentre era trattenuto illegalmente, oltre le 48 ore, nell'ambito delle indagini sulla strage di piazza Fontana).
Il giurista ed ex magistrato Luigi Ferrajoli, allievo di Norberto Bobbio, espresse critiche sull'inchiesta giudiziaria nel 1982, scrivendo su Critica del diritto:
.

### La memoria del 7 aprile e giudizi successivi
L'inchiesta 7 aprile è stata indicata, da alcuni osservatori, come uno strumento di criminalizzazione diffusa e indiscriminata, mentre da altri è stata descritta come una decisa risposta al diffondersi di pericolose forme di disordine pubblico.
Dalla conclusione del processo c'è chi, fedele alle sentenze di condanna (Marco Travaglio, Indro Montanelli e nel 2010 Maurizio Gasparri) o all'impianto accusatorio iniziale come lo stesso Calogero, riconosce come giuste le premesse del 7 aprile, e chi, sia membri dell'ex Autonomia (come Scalzone e Negri) sia altri – il citato Ferrajoli, Marco Pannella, Leonardo Sciascia, Giorgio Bocca, Fabrizio Cicchitto o alcuni tra i critici di altri processi «politici» incentrati sul pentitismo (come quello ad Adriano Sofri per l'omicidio Calabresi) – sono rimasti su posizioni di ferma critica o le hanno espresse in seguito. Essi hanno definito l'inchiesta 7 aprile, di volta in volta, come un abuso o un errore giudiziario, un attentato al diritto di difesa e alle libertà costituzionali, oltre che lesivo dello stato di diritto.
Anche l'ex presidente della Repubblica Francesco Cossiga, che come ex ministro dell'interno fu autore di leggi speciali e molto critico contro i «cattivi maestri», in questo caso definì, anni dopo, il processo come eccessivo rispetto ai fatti, e Negri (divenuto suo amico personale) come la «prima vittima» delle «deviazioni dei giudici»: «Fu un'ingiustizia [...] , ha pagato un prezzo sproporzionato alle sue responsabilità [...] fu una vittima del giacobinismo giustizialista».

## Cultura di massa
- Il processo 7 aprile è citato nella canzone Rafaniello dei 99 Posse, contenuta inizialmente nell'omonimo album (1992): «Ma tutt'e capi vuost' o 7 Aprile l'ato visto / ca mannaveno in galera e frat' antagonist' / cumpagne aret' e sbarre, dint' e galere imperialiste / pe' mezz' 'e gli interessi d' 'o Partito Comunista / e se sparteno 'e denar' c' 'a Democrazia Cristiana, / 'o partit' ca mettett' 'e bombe a piazza Fontana» (Ma tutti i capi vostri il 7 Aprile l'hanno visto / che mandavano in galera i fratelli antagonisti / compagni dietro le sbarre, dentro le galere imperialiste, / a causa degli interessi del Partito Comunista, / e si dividono i denari con la Democrazia Cristiana, / il partito che mise le bombe a piazza Fontana).
- La docu-serie di Sky Documentaries Fuorilegge. Veneto a mano armata del 2024 segue le vicende di Enrico Vandelli, uno degli avvocati degli imputati del processo 7 aprile.